# Jan Wydżga (zm. 1653)
Jan Wydżga herbu Jastrzębiec (zm. w 1653 roku) – sędzia ziemski lwowski w 1653 roku, podsędek ziemski lwowski w latach 1640–1651.
Był marszałkiem posejmowego sejmiku generalnego województwa ruskiego w 1640 roku. Deputat województwa ruskiego na Trybunał Główny Koronny w 1641/1642 roku. Sędzia kapturowy województwa ruskiego w 1648 roku.